# 舒氏豬齒魚
舒氏豬齒魚，香港稱為青衣魚，又稱黑斑豬齒魚、青衣寒鯛，俗名四齒仔、西齒、石老、青威，為輻鰭魚綱鱸形目隆頭魚亞目隆頭魚科的其中一種。該物種的模式產地在蘇拉威西島。

## 分布
本魚分布於印度－西太平洋區，包括馬爾地夫、模里西斯、斯里蘭卡、琉球群島、台灣、中國沿海、菲律賓、印尼、越南、馬來西亞、澳洲、密克羅尼西亞、馬里亞納群島、索羅門群島、帛琉等海域。

## 深度
水深4至40公尺。

## 特徵
本魚體延長而呈長卵圓形，頭部背面輪廓圓突；上頜較短，向後不達眼前緣；上下緣各具4犬齒。頭頗大，背緣稍陡，略呈均勻圓突，尾鰭截形。體呈暗青色。小魚顏色較淡，頭上半部及胸鰭基部有許多不規則藍紋，體側每一鱗片上皆有藍點，在背鰭的末2枚硬棘上有一略大於瞳孔的黑斑。成魚頭部及鱗片無藍斑，但背鰭起點下方有一寬約4枚鱗片、長約5枚鱗片的藍色鞍狀斑。背鰭硬棘13枚、背鰭軟條7枚、臀鰭硬棘3枚、臀鰭軟條10枚。體長可達100公分。

## 生態
棲息於在潟湖與臨海礁石附近的平坦的沙或雜草叢生的區域、深海珊瑚礁。獨居性。主要捕食具有硬殼的獵物包括甲殼動物，軟體動物與海膽。

## 經濟魚

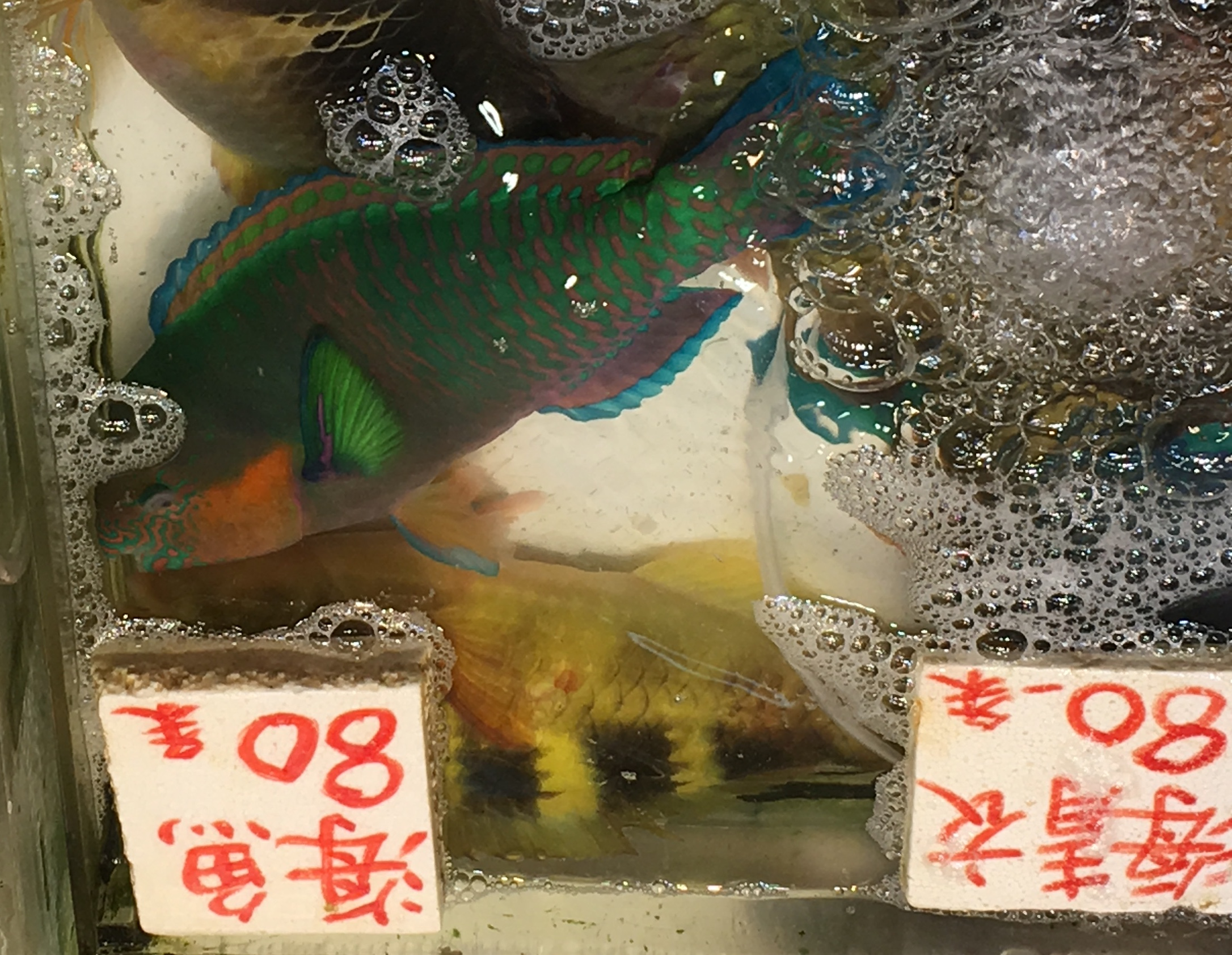
在香港青衣島售賣的青衣魚

本魚屬商業性魚類，銷售於東南亞各國的活魚市場，如中國大陸、香港和台灣。魚肉黏膠美味，適合紅燒。另因其鮮艷體色，而作觀賞魚。

## 現況及威脅
青衣魚是東南亞地區，如香港、日本、沖繩等地常見的食用魚，令青衣魚面對沉重的過度捕漁壓力。而棲所珊瑚礁受破壞，水族貿易亦威脅青衣魚的生存。
青衣魚在東南亞面臨較大威脅，中國、菲律賓、印尼和巴布亞紐幾內亞等長期使用炸魚、毒魚、以鏢捕魚等方法捕魚。
青衣魚在馬來西亞甚少用作食用魚，但在沙巴卻定以高價。
在澳洲，青衣魚分佈廣泛，面臨的威脅較少，但仍面對一定商業捕魚業壓力。可見於大堡礁、鯊魚灣（Shark Bay）、丹皮爾（Dampier）、布魯姆／般爾馬（Broome）及維多利亞州沿岸多有分佈。

## 保護
澳洲對青衣魚的捕捉量和大小有所限制，而大堡礁等保護區亦限制捕魚。
巴布亞紐幾內亞、印尼和菲律賓等亦設立海洋保護區，但很多保護區被指監管不足，保護成效不大。
沖繩的漁夫不捕捉小於1公斤的青衣魚。
青衣魚在中國大陸、香港、台灣並未受法律保護，但有保護區、海岸公園對其棲息地提供保護。

## 青衣魚與香港
- 香港歷史

香港青衣島因昔日海產豐富，青衣魚經常在該島東北海域出現，加上島形與青衣魚相似，而得名青衣。近代，海產需求量高，特區政府沒有把該魚種或該區進行法定保護，加上大嶼山自然帶先後受到有香港國際機場、青馬大橋、港珠澳大橋等等長期經濟開發所影響，不單青衣魚，甚至中華白海豚已罕見於該水域。
在1940年代的香港，青衣魚仍常見，可以海膽作魚餌釣到，但現在已愈來愈罕見，而青衣魚在香港是高價的食用珊瑚魚，常見於活珊瑚魚貿易。